# Dino Menichini
Dino Menichini (Stupizza, 8 maggio 1921 – Udine, 4 aprile 1978) è stato uno scrittore e giornalista italiano.

## Biografia
Era di padre umbro e madre slavo-veneta, e visse con disagio il suo stato di frontaliero. Combattente nella seconda guerra mondiale e nella Resistenza, soffrì per gli orrori visti e sofferti: cosa che influenzò i suoi primi esiti poetici, di matrice decadente e crepuscolare, dove è notevole l'attenzione alle ricercatezze stilistiche e alla musicalità; ma dove pure emerge "il senso eroico ma non tronfio della lotta e quello umano e dolorosissimo della morte". Nelle opere successive la sua poesia si apre a un "cordiale realismo...ricco di patetico, di gusto aperto e limpido del passaggio e dei suoi simboli umanizzati". Era anche insegnante elementare e critico letterario, e si è inoltre cimentato nella critica d'arte lavorando insieme a Giancarlo Pauletto e Luciano Padovese. Collaborò al Messaggero veneto di Udine curando la rubrica culturale del quotidiano e alla RAI di Trieste; collaborò con Il Friuli, rivista edita dall'Ente Provinciale per il Turismo di Udine; diresse il mensile Friuli nel mondo, giornale udinese di collegamento fra i friulani emigrati. Ricevette vari premi (premio Cittadella, Premio Bergamo, premio Alta-Ceccato) e morì per attacco cardiaco.  Nel 1986 a San Pietro al Natisone si è svolto un convegno sul tema "La Figura e l'opera di Dino Menichini", i cui atti sono stati pubblicati nel 1987 dall'editore Campanotto di Udine.

## Opere
- Cugina, Spoleto, L'Arcitaliano, 1944, ISBN non esistente.
- Ho perduto i compagni, Milano, Esperia, 1947, ISBN non esistente.
- Patria del mio sangue, Udine, Tipografia G. Chiesa, 1950, ISBN non esistente.
- Otto poesie per le Valli del Natisone, Udine, Avanti cul brun!, 1952, ISBN non esistente.
- Una più casta luce, Roma, Il Canzoniere, 1952, ISBN non esistente.
- Via Calvario, Torino, Quaderni di Momenti, 1953, ISBN non esistente.
- IL Friuli, una valle, Milano, All'insegna del pesce d'oro, 1956, ISBN non esistente.
- La cieca ostinazione, Cittadella, Rebellato, 1968, ISBN non esistente.
- Paese di frontiera, Roma, I Quaderni del Fogolar, 1970, ISBN non esistente.
- Poesie, Udine, Arti Grafiche Friulane, 1971, ISBN non esistente.
- (con Manlio Cecovini), L'autostrada Trieste-Udine-Venezia, Trieste, Autovie Venete, 1972, ISBN non esistente.
- Poesia friulana del Novecento in lingua italiana, Udine, Arti grafiche friulane, 1974, ISBN non esistente.
- Opere in poesia, Udine, Società filologica friulana, 1998, ISBN non esistente.